# Гернсийская комиссия по финансовым услугам
Гернсийская комиссия финансовых услуг (англ. Guernsey Financial Services Commission) — надзорный орган и независимый регулятор в сфере финансовых услуг бейливика Гернси, финансируемый за счёт сборов с лицензиатов, оказывающих услуги в сфере банковского, фидуциарного, страхового и инвестиционного секторов в соответствии со стандартами, что установили Базельский комитет по банковскому надзору, Международная ассоциация страховых надзоров, Международная организация комиссий по ценным бумагам и Группа разработки финансовых мер борьбы с отмыванием денег на основании риск-ориентированного подхода.
Категории риска включают: кредитный риск, рыночный риск, операционный риск, страховой риск, капитальный риск, риск ликвидности, управленческий риск, бизнес-модельный риск, риск для окружающей среды, поведенческий риск и риск финансовых преступлений.
Обязанности директора по рискам и операциям:
- обеспечивать надзор и оценку рисков для финансовой стабильности Гернси
- развивать далее политики и стратегии Комиссии по поддержанию финансовой стабильности в Бейливике
- осуществлять надзор за макропруденциальным анализом и рисками, кадроый анализ стресс-тестирования
- развивать далее макропруденциальный фреймворк Комиссии.

Мандат Комиссии: уменьшать и поддерживать снижение пруденциального риска в секторе финансовых услуг и поддержание финансовой стабильности в Бейливике и предпринимать прочие шаги, которые Комиссия считает необходимыми для поддержки этого.